# Sam Carr
Sam Carr (* 17. April 1926 in Friar's Point, Mississippi; † 21. September 2009 in Clarksdale, Mississippi) war ein US-amerikanischer Bluesschlagzeuger. Bekannt wurde er durch seine lebenslange Zusammenarbeit mit dem Mundharmonikaspieler Frank Frost. Sein Vater ist der Bluesgitarrist Robert Nighthawk.

## Leben
Er wurde in Mississippi als Sohn von Robert Nighthawk unter dem Namen Samuel Lee McCollum geboren. Seine Mutter überließ ihn im Alter von eineinhalb Jahren der Obsorge der Familie Carr, die ihn adoptierte und auf ihrer Farm aufzogen. Bereits im Alter von sieben Jahren nahm ihn sein Vater zu Auftritten mit, wo er in den Pausen tanzte. Nach seinem Umzug nach Helena, dem Ort, wo auch sein Vater wohnte, wurde er Türsteher und spielte auch Bass in der Gruppe seines Vaters.
Im Alter von 20 Jahren heiratete er Doris und wurde Pachtfarmer, nach einem Streit mit dem Verwalter ging das junge Paar nach Chicago, nach kurzer Zeit übersiedelten sie nach St. Louis, wo sie mit Carrs Mutter lebten. Hier spielte er Bass in der Band des Mundharmonikaspielers Tree Top Slim. Auch bildete er seine erste eigene Band Little Sam Carr and the Blue Kings, in der Early Bea, die Frau von Robert Nighthawk, Schlagzeug spielte, bevor Carr auf dieses Instrument umstieg.
Von 1956 an spielte er regelmäßig mit Frank Frost. Mit dem Gitarristen Big Jack Johnson bildeten die drei die Jelly Roll Kings. Ihre Zusammenarbeit dauerte bis zum Tod Frosts 1999 an. Danach spielte Carr mit verschiedenen Künstlern aus Arkansas und war Leader seiner Delta Jukes. Seinen letzten Auftritt hatte er 2009 beim Mother's Best Festival in Helena, Arkansas. Er starb am 21. September 2009 in einem Pflegeheim in Clarksdale, Mississippi an einem Herzinfarkt.

## Auszeichnungen
- zahlreiche Blues Music Awards Nominierungen als bester Schlagzeuger
- Mississippi Heritage Award 2007
- zahlreiche Living Blues Awards Nominierungen als bester Drummer

## Diskographie

### Alben
- 2002 Working for the Blues Black Magic
- 2004 Down in the Delta R.O.A.D/Bluesland
- 2007 Let the Good Times Roll [live] Blue Label
- Live In Europe Superbird

### Gastauftritte (Auswahl)
- Give Me Back My Teeth Willie Lomax
- Pee-Wee Get My Gun T-Model Ford
- Just Do Me Right Asie Payton
- Mississippi to Mali Corey Harris
- Back to Bentonia Jimmy „Duck“ Holmes
- Jack Daniel Time T-Model Ford
- Mule Paul „Wine“ Jones
- Sweet Tea Buddy Guy